# Cantón de Envermeu
El cantón de Envermeu era una división administrativa francesa, que estaba situada en el departamento de Sena Marítimo y la región de Alta Normandía.

## Composición
El cantón estaba formado por treinta comunas:
- Assigny
- Auquemesnil
- Avesnes-en-Val
- Bailly-en-Rivière
- Bellengreville
- Biville-sur-Mer
- Brunville
- Dampierre-Saint-Nicolas
- Douvrend
- Envermeu
- Freulleville
- Glicourt
- Gouchaupre
- Greny
- Guilmécourt
- Intraville
- Les Ifs
- Meulers
- Notre-Dame-d'Aliermont
- Penly
- Ricarville-du-Val
- Saint-Aubin-le-Cauf
- Saint-Jacques-d'Aliermont
- Saint-Martin-en-Campagne
- Saint-Nicolas-d'Aliermont
- Saint-Ouen-sous-Bailly
- Saint-Quentin-au-Bosc
- Saint-Vaast-d'Équiqueville
- Sauchay
- Tourville-la-Chapelle

## Supresión del cantón de Envermeu
En aplicación del Decreto n.º 2014-266 de 27 de febrero de 2014, el cantón de Envermeu fue suprimido el 22 de marzo de 2015 y sus 30 comunas pasaron a formar parte; veintinueve del nuevo cantón de Dieppe-2 y una del nuevo cantón de Neufchâtel-en-Bray.